# California Community Colleges System

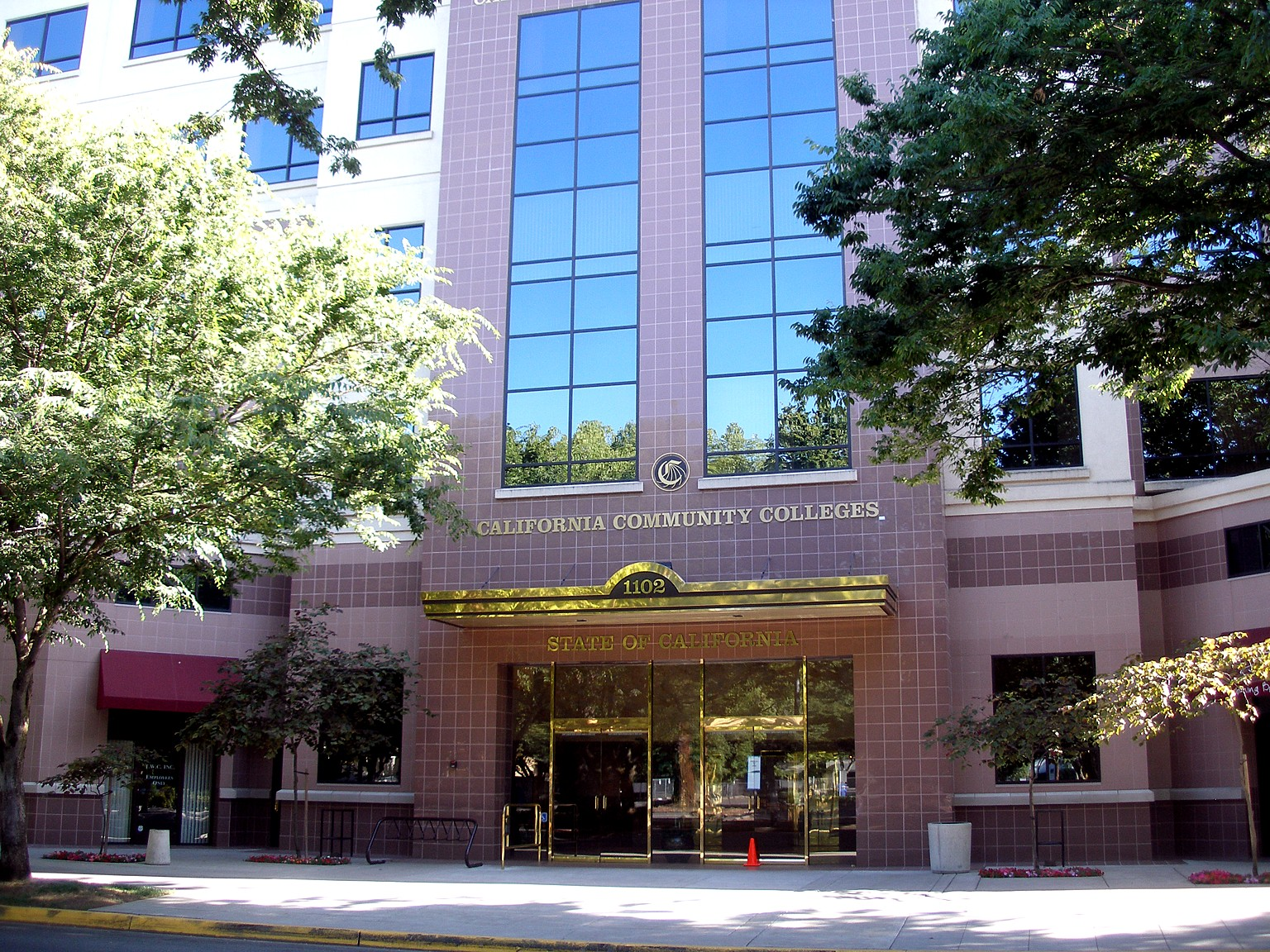
Hoofdzetel van de California Community Colleges in Sacramento

Het California Community Colleges System (CCCS) is een netwerk van 114 community colleges in 72 schooldistricten in de Amerikaanse staat Californië. Het CCCS werd in 1967 door de wetgevende macht in het leven geroepen en is het grootste netwerk voor hoger onderwijs ter wereld met zo'n 2,4 miljoen studenten.
Het CCCS is een van de drie netwerken van openbaar hoger onderwijs in Californië. De andere zijn de University of California met 10 campussen en de California State University met 23 campussen.

## Lijst van community colleges
Dit overzicht is mogelijk incompleet; u kunt helpen door het uit te breiden.
- College of the Redwoods, Eureka
- Fullerton College, Fullerton